# جون إل. وايت
جون إل. وايت (بالإنجليزية: John L. White)‏ هو محامي وسياسي أمريكي، ولد في 1 أبريل 1930 في كامدن في الولايات المتحدة، وتوفي في 9 أكتوبر 2001 في الولايات المتحدة. حزبياً، نشط في الحزب الجمهوري. وقد انتخب عضو مجلس ولاية نيوجيرسي.